# 二十四城记
《二十四城記》，英语片名，是中国电影制片人贾樟柯2008年编剧和执导的一部电影。描述了一个因开发新楼盘而搬迁的成都国有企业的三代（1950年代、1970年代、以及现在2008）人的生活经历。制片过程中该片曾名为《二十四城故事》。

## 片名
电影《二十四城记》片名中「二十四城」，是来自于一个真实的同样叫「二十四城」的華潤置地商品房开发项目，该项目是在一家飞机发动机制造厂原址上所建。至于该楼盘为何如此命名，一种解析是来自于电影中售楼小姐的解释，是因为一句古诗“二十四城芙蓉花，锦官自昔称繁华。”该诗曾出现于现代翻译家罗念生所著的《芙蓉城》，但具体来历未提。除了拍摄电影之外，贾樟柯还声称将出品一部关于这个地方的纪录片。

## 故事梗概
该片的叙事风格被评论家们描述为虚构和纪实的混合，它包括五个真实访谈和四个由演员表现的虚构的访谈场景。
访谈的顺序为：
1. 何锡昆：二十年前是钳工，讲述他的师傅王芝仁为厂节约工具材料的故事，并探访了他的师傅。
2. 关凤久：原保卫科长，后任厂党委副书记。简述这个厂从辽宁搬迁三线来的原因。
3. 侯丽君：原工人，后来下岗。讲述第一批从辽宁到成都的工人其母亲1972年第一次回辽宁探亲的故事，以及自己下岗之后生活的艰苦。
4. 郝大丽（吕丽萍饰）：原工人。讲述在1960年代、1970年代工厂工人的生活比中国普通人好，但今天衰败了。还讲述了她作为最后一批从辽宁到成都的工人在奉节丢失了3岁的孩子的故事。故事结尾她在电视中看老朝鲜战争电影《长空雄鹰》。
5. 宋卫东（陈建斌饰）：1966年在工厂出生的子弟，现任总经理办公室副主任。讲述厂的巨大的规模，以及小时候和成都当地孩子打架的故事，和在1976年周恩来逝世时的情况。还讲述了他的初恋情人因为该厂情形不好和他分手的故事。该情人的发型和日本电视连续剧《血疑》中山口百惠扮演的幸子一样。采访结束时响起《血疑》主题歌《谢谢你》。
6. 顾敏华（陈冲饰），因为长得像电影《小花》中陈冲饰演的小花而绰号“小花”。1978年从上海到厂里工作，作质检员。讲述了1970年代上海住房紧张，于是来到成都工作的情况。刚来的时候被人称为“标准件”，即厂花。还回忆了工厂使用一个牺牲的试飞员的照片提醒工人注重产品质量。还讲述了自己离开工厂之后的不成功的经商经历，和至今单身的原因。最后的场景是顾敏华看电视中的电影《小花》，听其中的李谷一演唱的主题歌《妹妹找哥泪花流》。
7. 赵刚：1974年出生的工厂子弟，成都电视台的主持人，讲述了自己在吉林的技校中思想转变下定决心不做工人的故事。故事中提及台湾歌手齐秦的《外面的世界》。
8. 苏娜（赵涛饰），1982年出生的工厂子弟，现在以为富人去港澳购物为生。讲述自己现在的生活，和对父母辛勤工作的感伤。

## 故事谣传
不少中文媒体称该片讲述的是“三代厂花的故事”。但事实上电影中除了陈冲饰演的小花曾被称为厂花，其他人和厂花毫无关系：郝大丽是一个丢失孩子的普通女工，而苏娜从未在该工厂工作。

## 获奖和评价
《二十四城记》入围2008年第61届戛纳电影节主竞赛单元。
2009年3月9日，第十届西班牙拉斯帕尔玛斯国际电影节授予贾樟柯及其作品《二十四城记》电影节十周年杰出艺术成就金伯爵奖。
美国报纸Hollywood Reporter将这部影片称作一部“现代中国的动人悲歌”，并认为这部影片的纪实手法“普通简单，但荡气回肠”。